# Powiat zielonogórski
För stadsdistriktet, se Zielona Góra.
Powiat zielonogórski är ett distrikt i västra Polen, tillhörande Lubusz vojvodskap. Distriktet bildades i den polska administrativa reformen 1999 och hade totalt 94 004 invånare år 2012. Externt administrativt säte är staden Zielona Góra, som själv inte tillhör distriktet. Största stad är Sulechów.

## Geografi
Distriktet har namn efter staden Zielona Góra, som det omger, men Zielona Góras tätort och stadskommun är som stad med powiatstatus inte del av detta distrikt eller Zielona Goras landskommun, utan utgör ett självständigt stadsdistrikt. 
Genom distriktet flyter floden Oder.
Distriktet gränsar till Zielona Góras stad, Powiat świebodziński, Powiat nowosolski, Powiat krośnieński, Powiat żagański och Powiat żarski i Lubusz vojvskap, samt Powiat wolsztyński i Storpolens vojvodskap.

## Administrativ kommunindelning
Distriktet har sammanlagt tio kommuner, varav fem är stads- och landskommuner med en stad som huvudort och fem är landskommuner utan städer. Invånarantal anges för 30 juni 2008.

### Stads- och landskommuner
- Babimost – 6.503
- Czerwieńsk – 9.572
- Kargowa – 5.803
- Nowogród Bobrzański – 9.324
- Sulechów – 26.420

### Landskommuner
- Bojadła – 3.395
- Świdnica – 6.030
- Trzebiechów – 3.267
- Zabór – 3.598
- Gmina Zielona Góra, Zielona Góras landskommun – 16.767